# Brownie's Busy Day
Brownie's Busy Day è un cortometraggio muto del 1920. Il nome del regista non viene riportato nei credit del film.

## Produzione
Il film fu prodotto dalla Century Film.

## Distribuzione
Distribuito dall'Universal Film Manufacturing Company, il film - un cortometraggio in due bobine - uscì nelle sale cinematografiche USA il 26 gennaio 1920.